# وسام (مجلة)
وِسام هي مجلة أطفال أردنية. بدأ تنشر في 1984 وهي مجلة شهرية مصورة تصدر عن وزارة الثقافة الأردنية وتقوم باستقبال مشاركات الأطفال ونشرها لتنمية موهبة الكتابة لديهم. 

## التاريخ
صدر العدد الأول منها عام 1984، مرت بعده حالات من الانتظام تارة والتوقف تارة أخرى إذ توفقت هذه المجلة بعد شهرين من صدورها وطبعت أربعة أعداد فقط. وبعد أعداد من الانتظام، وتعاقب هيئات التحرير، انتظمت المجلة وكانت في الثمانيات والتسعينيات مجلة الوحيدة للأطفال في الأردن. 

## النشر والطباعة
تطورت في شكلها ومضمونها، تصدر في صفحات ملونة من القطع 21*28 سم، يضمنها غلاف ملون. تنتشر إنتاج كتاب الأطفال في شتى المجالات، الوطنية القومية، الاجتماعية، الدينية، العلمية، والمواد المترجمة باللغة العربية الفصحى الميسرة.

تنشر مجلة وسام لكتاب وشعراء عرب وأردنيين، وقد حققت المجلة تقدمًا في التوزيع، إذ طبعت بواقع 2000 نسخة سنة 1991، لترتفع الكمية إلى 6000 نسخة في 1998، بعد ذلك زادت الكمية المطبوعة من كل عدد إلى 5000 نسخة.

وقد ركزت المجلة على نشر إبداعات وإسهامات الأطفال القراء والتي ارتفعت من 61 مشاركة سنة 1991 إلى 109 مشاركات في 1993، وتوالت المشاركات في السنوات التالية.

تحتل القصة المرتبة الأولى في مضمون ثم الشعر ثم القصص المصورة، السيناريو، يأتي بعدها الحاسوب والمواد العلمية، ثم مشاركات الأطفال أخيراً. 

امتازت مجلة وسام برسومات ملونة إلى جانب الصور، وتنشر فيها صور فوتوغرافية مصاحبة لمقابلات ومواد إخبارية. وعلى أغلفة المجلة، تستخدم الرسومات من لوحات خلفية، يكتب عليها أحيانًا وتظهر أحيانًا دون كتابة. في التسعينيات، كانت المجلة توزع وتباع بكامل نسخها، وكانت الاشتراكات تغطي 80% من الكمية المطبوعة. 

## وصلات خارجية
- مجلة وسام، وزارة الثقافة